# Dent de Brenleire
La dent de Brenleire est un sommet des Préalpes fribourgeoises situé dans le canton de Fribourg, en Suisse.

## Géographie
La dent de Brenleire culmine à 2 353 m d'altitude au nord-est de la dent de Folliéran (2 340 m).